# Elysius gladysia
Elysius gladysia är en fjärilsart som beskrevs av William Schaus 1920. Elysius gladysia ingår i släktet Elysius och familjen björnspinnare. Inga underarter finns listade i Catalogue of Life.